# Canton de Pipriac
Le canton de Pipriac est une ancienne division administrative française, située dans le département d'Ille-et-Vilaine et la région Bretagne.

## Composition
Le canton de Pipriac regroupe les communes suivantes :
| Nom                 | Code Insee | Intercommunalité                        | Superficie (km2) | Population (dernière pop. légale) | Densité (hab./km2) |
| ------------------- | ---------- | --------------------------------------- | ---------------- | --------------------------------- | ------------------ |
| Pipriac (chef-lieu) | 35219      | CA Redon Agglomération                  | 48,65            | 3 685 (2014)                      | 76                 |
| Bruc-sur-Aff        | 35045      | CA Redon Agglomération                  | 21,23            | 855 (2014)                        | 40                 |
| Guipry              | 35129      | CC Vallons de Haute-Bretagne Communauté | 50,35            | 3 744 (2013)                      | 74                 |
| Lieuron             | 35151      | CA Redon Agglomération                  | 16,72            | 786 (2014)                        | 47                 |
| Lohéac              | 35155      | CC Vallons de Haute-Bretagne Communauté | 5,11             | 658 (2014)                        | 129                |
| Saint-Ganton        | 35268      | CA Redon Agglomération                  | 14,08            | 414 (2014)                        | 29                 |
| Saint-Just          | 35285      | CA Redon Agglomération                  | 28,05            | 1 089 (2014)                      | 39                 |
| Saint-Malo-de-Phily | 35289      | CC Vallons de Haute-Bretagne Communauté | 18,77            | 1 072 (2014)                      | 57                 |
| Sixt-sur-Aff        | 35328      | CA Redon Agglomération                  | 42,50            | 2 113 (2014)                      | 50                 |

## Géographie
Le canton de Pipriac compte 14 119 hab., 9 communes, 24 546 ha dont 1 799 de bois; limitrophe du département du Morbihan à l'ouest, aux portes de La Gacilly, il s'étend à l'est jusqu'à la vallée de la Vilaine.

## Démographie
| 1962   | 1968   | 1975   | 1982   | 1990   | 1999   | 2006   | 2011   | 2012   |
| ------ | ------ | ------ | ------ | ------ | ------ | ------ | ------ | ------ |
| 11 330 | 11 128 | 10 843 | 10 875 | 11 075 | 11 730 | 12 899 | 14 119 | 14 274 |

## Histoire
En 2014, il fusionne avec le canton de Redon.

## Représentation

### conseillers généraux de 1833 à 2015
- De 1833 à 1848, les cantons de Maure et de Pipriac avaient le même conseiller général. Le nombre de conseillers généraux était limité à 30 par département[4].

| Période | Période      | Identité                                           | Étiquette                | Qualité |
| ------- | ------------ | -------------------------------------------------- | ------------------------ | --- |
| 1833    | 1839 (décès) | Mathurin Pierre Marie Ropert                       |                          | Chef d'escadron en retraite Ancien Sous-Préfet de Redon Maire de Saint-Séglin                                             |
| 1839    | 1848         | Comte Joseph Defermon des Chapellières             | Majorité gouvernementale | Député de Loire-Inférieure (1831-1834), propriétaire à Redon                                                              |
| 1848    | 1852         | Emmanuel de Guerrif de Launay                      |                          | Propriétaire à Pipriac |
| 1852    | 1863 (décès) | Comte Maxence du Bouëxic de Guichen                |                          | Ancien chef d'escadron dans la Garde Royale Maire à Saint-Malo-de-Phily                                                   |
| 1863    | 1871         | Vicomte Albert-Prudent du Bouëxic de la Driennays  | Légitimiste              | Propriétaire à Saint-Malo-de-Phily                                                                                        |
| 1871    | 1886 (décès) | Jean-Baptiste Lelièvre                             | Républicain              | Maire de Pipriac |
| 1886    | 1893 (décès) | Alphonse de Callac                                 | Droite                   | Préfet - Maire de Sixt-sur-Aff (1871-1893) - Sénateur d'Ille-et-Vilaine (1888-1893)                                       |
| 1893    | 1918 (décès) | Armand de La Cropte de Chantérac                   | Conservateur             | Propriétaire à Bruc-sur-Aff et à Redon                                                                                    |
| 1919    | 1939 (décès) | Arsène de Tanoüarn                                 | Conservateur             | Propriétaire à Guipry |
| 1939    | 1940         | siège vacant                                       |                          | |
|         |              |                                                    |                          | |
| 1943    | 1945         | Henry de la Cropte de Chantérac                    | Droite                   | Conseiller d'arrondissement, maire de Bruc-sur-Aff Nommé conseiller départemental en 1943                                 |
|         |              |                                                    |                          | |
| 1945    | 1947 (décès) | Henry de La Cropte de Chantérac                    | DVD                      | Adjoint au Maire de Pipriac                                                                                               |
| 1948    | 1954 (décès) | Clément Le Rouzic                                  | RPF>DVD                  | Médecin - Maire de Pipriac (1947-1954)                                                                                    |
| 1954    | 1971 (décès) | Roger du Halgouët                                  | Ind. >UNR                | Propriétaire exploitant Sénateur d'Ille-et-vilaine (1959-1971) - Maire de Saint-Just (1936-1971)                          |
| 1971    | 1995 (décès) | Gaël de Poulpiquet du Halgouët (fils du précédent) | DVD                      | Exploitant agricole - Maire de Saint-Just (1971-1995)                                                                     |
| 1995    | 2011         | Alain-François Lesacher                            | DVD                      | Directeur de collège - Vice-président du Conseil général d'Ille-et-Vilaine (1998-2004)                                    |
| 2011    | 2015         | Franck Pichot                                      | PS                       | Directeur d'une entreprise culturelle - Conseiller municipal de Pipriac (depuis 2008) Elu en 2015 dans le Canton de Redon |

### Résultats électoraux
Élections cantonales, résultats des deuxièmes tours :
- Élections cantonales de 1992 : 57.41% pour Gaël Du Halgouët (DVD) élu au premier tour, 24.61 % pour Georges Lévesque (PS), 68.81 % de participation
- Élection cantonale partielle de 1995 : 65.45 % pour Alain-François Lesacher (DVD), 34,55 % pour Yves Du Halgouët (DVD), 67.07 % de participation
- Élections cantonales de 1998 : 61.55 % pour Alain-François Lesacher (DVD) élu au premier tour, 20.51 % pour Jean-Claude Chotard (PS), 56.22 % de participation
- Élections cantonales de 2004 : 55,53 % pour Alain-François Lesacher (DVD), 44,47 % pour Jean-Claude Chotard (PS), 61.90 % de participation
- Élections cantonales de 2011 : 58.89 % pour Franck Pichot (PS), 41.11 % pour Alain-François Lesacher (DVD), 45.42 % de participation[9].

### Conseillers d'arrondissement (de 1833 à 1940)
| Période                                  | Période      | Identité                        | Étiquette       | Qualité |
| ---------------------------------------- | ------------ | ------------------------------- | --------------- | --- |
| 1833                                     | 1839         | Jean Gérard                     |                 | Maire de Guipry                                                                                             |
| 1839                                     | 1845         | M. Blanchet                     |                 | Juge de paix du canton                                                                                      |
| 1845                                     | 1848         | Jean Gérard                     |                 | Maire de Guipry                                                                                             |
|                                          |              |                                 |                 | |
| av.1885                                  |              | Jean-Marie Houssin              |                 | Suppléant du juge de paix                                                                                   |
|                                          |              |                                 |                 | |
|                                          | 1893 (décès) | M. de Chapedelaine              |                 | |
|                                          |              |                                 |                 | |
| 1901                                     | 1931         | Vicomte Jean du Bouëxic         | Conservateur    | Propriétaire du château de La Bottellerais, maire de Pipriac                                                |
| 1931                                     | 1937         | Auguste Thomas                  | Républicain     | Minotier à Pipriac                                                                                          |
| 1937                                     | 1940         | Henry de La Cropte de Chantérac | Union nationale | Maire de Bruc-sur-Aff                                                                                       |
| 1940                                     |              |                                 |                 | Les conseils d'arrondissement ont été suspendus par la loi du 12 octobre 1940 et n'ont jamais été réactivés |
| Les données manquantes sont à compléter. |              |                                 |                 | |